# Jan Skolik
Jan Skolik (ur. 16 sierpnia 1913  w Brzezinach Śląskich, zm. 6 kwietnia 1942 w Katowicach) – polski harcerz, działacz ruchu oporu.

## Życiorys
Urodził się w rodzinie górniczej. W 1931 roku wstąpił do ZHP, a po dwóch latach został drużynowym brzezińskiej II Drużyny Harcerskiej im. Jana III Sobieskiego, którą prowadził do 1933 roku . Po zaliczeniu kursów i zdaniu egzaminu komisyjnego zdobył instruktorski stopień podharcmistrza. W 1938 roku awansował na członka Komendy Chorągwi Śląskiej  i podjął pracę w Urzędzie Wojewódzkim w Katowicach.
W czasie okupacji hitlerowskiej organizował pracę konspiracyjną harcerzy w Piotrowicach (dziś dzielnica Katowic), był zastępcą komendanta Inspektoratu Katowice Okręgu Śląskiego ZWZ, występował pod pseudonimem „Brzeziński”. W ruchu oporu zaangażował się w działalność wywiadowczą, należał do organizacji „Młoda Polska” . 
18 listopada 1940 roku  aresztowało go Gestapo pod zarzutem „organizowania zdrady stanu, celem oderwania gwałtem obszaru należącego do Rzeszy”. Trafił do Aresztu Śledczego w Katowicach, gdzie był torturowany, a 6 kwietnia 1942 roku stracił życie w wyniku zgilotynowania .